# Колодуб, Жанна Ефимовна
Колодуб Жанна Ефимовна (род. 1 января 1930, Винница) — украинский композитор, педагог и общественный деятель. Профессор Национальной музыкальной академии Украины имени П. И. Чайковского. Народная артистка Украины (2009).

## Биография
Колодуб Жанна Ефимовна родилась 1 января 1930 года в Виннице. В 1949 году окончила Киевское музыкальное училище по классу скрипки и по классу фортепиано. В 1954 году окончила Киевскую консерваторию (ныне Национальная музыкальная академия Украины имени П. И. Чайковского) по классу фортепиано педагога Константина Михайлова. В годы учёбы в консерватории Жанна посещала занятия композитора Б. Лятошинского.
С 1952 года работала преподавателем консерватории, с 1985 года — доцент. В 1997 году получила учёное звание профессора музыкальной академии.
Одновременно с работой в консерватории Жанна Ефимовна была главой комиссии по музыкально-эстетическому воспитанию детей и молодежи Национального союза композиторов Украины, работала в издательстве «Музыкальная Украина», является членом Национального Всеукраинского музыкального союза.

## Семья
Муж — композитор, член-корреспондент Академии искусств Украины (1997) Лев Николаевич Колодуб. В семье есть сын, дочь, внуки.

## Творчество
Первым музыкальным сочинением Жанны Колодуб был «Ноктюрн» для флейты и арфы (1964). Большое место в творчестве композитора принадлежит произведениям для детей и юношества:
- детские балеты:
  - «Приключения Веснушки» (либретто Л. Бондаренко, 1969);
  - «Снежная королева» (либретто А. Стельмашенко по сказке Ханса Кристиана Андерсена, 1982);
- музыкальная комедия «Веселые девчата» (либретто И. Барабаша, 1963);
- мюзикл «Приключения на Миссисипи» (либретто Д. Кисина, соавтор Левко Колодуб, 1971).

Среди её сочинений:
- 2 кантаты «Три песни народов мира» (1979);
- для симфонического оркестра:
  - 2 танцевальные сюиты (соавтор Л. Колодуб, 1962, 1965).
  - сюиты — «Киевские лирические картины» (1976).
  - «Снежная королева» (1982).
  - «Рисунки природы» (1990) и др.;
- для струнного оркестра:
  - 2 симфониетты (1965, 1972 — «Молодежная»).
  - 2 партиты (1986, 1987).
  - «Куранты» (1987);
  - для камерного оркестра — 6 миниатюр (2001);
- Для инструментов с оркестром:
  - для флейты и камерного оркестра — Легенда (1980), «Братский круг» (1985), Поэма (1986);
  - для фортепиано с оркестром — Концерт (1971), концертино «Исчезающие образы» (1997);
  - для альта с оркестром — Концерт (1995, 2-я редакция — 2000).
  - для скрипки с оркестром — Концерт (1998).
  - для трубы с оркестром — «Драматический концерт» (1986).
  - для гобоя с оркестром — Концертино (1988);
- сюиты:
  - для квинтета дух. (1983).
  - для эстрадного оркестра (1973, 1976).
  - для 2-х фортепиано (две, 1992).
  - для оркестра народных инструментов (1972).
  - для 4-х саксофонов (1995).
  - для 2-х флейт (1996);
- для органа — Поэма (1995);
- для фортепиано;— циклы пьес «Весенние впечатления» (1967) и «Зверинец» (1967), альбом по сказке «Снежная королева» (1978), «Обработки песен народов мира для детей» (2 тетради, 1978, 1985), Пять полифонических пьес (1979) и др.;
- для 2-х фортепиано — «Фольклорная сюита» (1992), «Ретро-сюита» (1992).
- для фортепиано в 4 руки — пьесы;
- для флейты, гобоя и фагота — «Калейдоскоп» (1993);
- пьесы — для гитары, баяна, синтезатора, колокольчиков и др.;
- хоры.
- романсы, вокализы;
- песни для детей; — сборник «Музыкальная азбука» (на народные тексты, 1991) и др.;
- обработка народных песен;
- музыка к театральным спектаклям и мультфильмам («Утенок Тим» (1970), «Знаменитый утенок Тим» (1970), «Веселый цыпленок» (1973).

## Награды и звания
- Народная артистка Украины (2009) — за личный вклад в социально-экономическое и культурное развитие Украины, активную общественную деятельность, многолетний добросовестный труд… .
- Заслуженный деятель искусств Украины (1996).
- Лауреат премии имени Николая Лысенко (2002)
- Премия имени Виктора Косенко.
- Лауреат международного конкурса сочинений для духовых инструментов в Ровно.